# أنخل
إنخل إحدى مدن محافظة درعا في سوريا، يقال انها سميت بهذا الاسم لكثرة تواجد أشجار النخيل فيها قديماً، أو سميت بذلك نسبة إلى الحاكم اليوناني انخل وللمدينة اسم روماني ويعني بالعربية مدينة الذهب حيث يذكر أن المدينة كانت مركزاً لجباية الضرائب في العهد الروماني.

## الموقع
تتربع مدينة انخل في القسم الشمالي من منطقة حوران، تحديداً في منطقة جيدور حوران، جنوب دمشق شمال غرب مدينة درعا بحوالي 55 كم، وسط المسافة الفاصلة بين بلدة القنية ومدينة جاسم، يخترقها سيل موسمي قادم من مرتفعات جبل الشيخ، يجلب الخير والماء في الشتاء وهذا حال معظم المدن والمراكز الحضارية القديمة، إلى جوار المصادر المائية، أرضها بركانية خصبة تصلح لكافة الزراعات وتشتهر بشكل خاص بمحصول البندورة، والأهم من ذلك نشاط أهلها الزراعي في القرى المسيحية المجاورة، مثل خبب وتبنة.

## التاريخ والاقتصاد
ويروى عن ازدهارها اقتصاديا ً في القرون الأولى للميلاد وصولاً للقرنين الخامس والسادس الميلاديين، أي إلى الفترتين الرومانية والبيزنطية وأنها أضحت من أهم وأغنى مدن سهل حوران، حيث اغتنى سكانها الأمر الذي مكنهم من إشادة البيوت الكبيرة الحجم الغنية التفاصيل الفنية، وذلك من خلال استقطاب العمال والفنانين حتى من المناطق المجاورة.
اسمها القديم غير معروف وإن كانت هناك آراء ترجح أن يكون له علاقة بشجرة النخيل، وقد تكون زراعة تلك الشجرة سائدةً بتلك الفترات في المدينة، ودليلنا على ذلك اكتشاف تمثال برونزي فيها من العصر الروماني، معروض حالياً في الخزانة الثالثة من الرواق الثالث بالمتحف الوطني بدمشق، ارتفاعه 8. 2 سم وعرضه 3.4 سم وعمقه 1.8 سم، وهو من البرونز المصبوب مع بعض النحت بعد عملية الصب، يحتوي سطحه على طبقة خضراء مائلة للسواد وغير لامعة، قاعدته الأصلية مفقودة وفيه كسر عند يده اليمنى.
تشتهر مدينة انخل بزراعة مادة البندورة وتنتج عشرات الأطنان سنوياً منها، وتسوق أغلب إنتاجها إلى مدينة دمشق.
من المباني التاريخية في المدينة قصر زين العابدين أو الحريري[ ؟ ] نسبة للعائلات التي سكنته، والحقيقة أنه أحد أجمل وأهم المباني والأوابد الأثرية في منطقة الجنوب السوري، لما يتميز به من اتساع وضخامته وكثرة تفاصيل ووصوله إلينا بحالة ممتازة، يعود بتاريخه كما هو ظاهر للعصر الروماني وذلك من خلال مواصفاته المعمارية، والنماذج الفخارية المكتشفة ومطابقته مع بعض البيوت الفخمة في عدد من قرى ومدن حوران، ويبدو أنه لأحد أمراء أو أثرياء المنطقة وربما لقائدها وحاكمها، كما يرجح ذلك البروفيسور الألماني شتانسل الذي التقيته مرة في هذا القصر وكان مشرفا ً على أعمال الترميم فيه. قصر العلوه بناء جميل من الحجر البازلتي الأسود المحلي فيه بعض الخصوصيات سنمر عليها بعد التعرف على أقسامه الرئيسية، أول ما يراه المرء الباحة الأمامية الموجودة إلى جنوب البناء كحال قصر زين العابدين، الجامع العمري بناء هام وضخم يشكل مع الأبنية الموجودة في المدينة وحدة معمارية وفنية في غاية الجمال، وظيفة المكان الأصلية غير معروفة لكن الجميع حدثنا بأنه استخدم كجامع إسلامي في عام 1350 هجري حيث تم بناءه بشكل ٍ كامل، لكن العام 1414 هجري شهد توسعة واعادة بناء الجامع مع زيادة مساحته لكن بالاعتماد على حجارة الجامع القديم وجلب بعض العناصر المعمارية الأخرى من المنطقة المحيطة وإضافة بعض الظواهر المعمارية الحديثة إليه، فجاء بناؤه منسجماً مع النسيج المعماري للمدينة من جهة ومع طراز عمارة المساجد من جهةٍ أخرى، فلقد احتوى على الأقسام الرئيسية الثلاثة لبناء المساجد وهي الحرم والصحن والمئذنة العالية.

## السكان
يقدر عدد سكان مدينة انخل لعام 2010 نحو 37,000 نسمة.

## الحدود الإدارية للمدينة
يحد مدينة انخل المناطق والمدن التالية: مدينة جاسم من الغرب، بلدة القنية من الشرق،
بلدات سملين وجدية وقيطة من الشمال، بلدة برقة من الجنوب.
وتتوفر في المدينة كافة المرافق الخدمات الاجتماعية والتعليمية والصحية والرياضبة_لكنها بحال يرثى لها_ في المدينة 22 مدرسة لجميع المراحل الدراسية وبها سبعة مساجد ومركز صحي مستوصف، وفي الرياضة لديها فريق جودو حقق انجازات كبيرة على مستوى المحافظة.
تصدر مدينة انخل الكثير من الطلاب الجامعيين سنويا-بالنسبة إلى عدد سكانها المتواضع.
و تعتبر من قرى حوران الأكثر تثقيفا بجانب نوى و الشيخ مسكين و جاسم.

## وصلات خارجية
- الموقع الرسمي لمحافظة درعا